# Константинівський палац
59°51′14″ пн. ш. 30°03′30″ сх. д. / 59.853909° пн. ш. 30.058371° сх. д.
Константинівський палац (рос. Константиновский дворец, або Великий Стрельнинський палац, Палац Конгресів) — пам'ятник архітектури XVIII століття, яка формує палацово-парковий ансамбль у Стрельні, з 2003 року — Державний комплекс «Палац конгресів». Комплекс розташовується на південному березі Фінської затоки на річках Стрілка і Кікенка уздовж Петергофської дороги за 19 км від центру Санкт-Петербурга.
Перебуває у відомчому підпорядкуванні Управління справами Президента Російської Федерації.

## Державний комплекс «Палац конгресів»
У 2000 році палац з навколишніми землями площею понад 140 гектарів був переданий на баланс Управління справами Президента і почалися масштабні будівельно-відновлювальні роботи. За старовинними кресленнями були відновлені фасади та інтер'єри палацу, парк, система каналів. Основний наголос в проекті реконструкції був зроблений на забезпечення державних прийомів. Гідротехніки поглибили русла водоймищ для прийому яхт і річкових суден. Були споруджені мости і фонтани, що існували раніше тільки в проектах. Три мости були зроблені розвідними. У парку зроблені задумані ще Петром I фонтани.
Недалеко від палацу на березі Фінської затоки побудоване «консульське село» — 20 двоповерхових котеджів. Зведений п'ятизірковий готель «Балтійська зірка», стилізований під старовинну російську садибу. Будівля колишнього яхт-клубу реконструйована під прес-центр і оснащена супутниковими засобами зв'язку. У колишніх царських стайнях розташувався адміністративний корпус «Палацу конгресів».
Відкриття відтвореного палацу відбулося 30-31 травня 2003 року.
У липні 2006 року в «Палаці Конгресів» проходив петербурзький саміт «великої вісімки», а 5-6 вересня 2013 року тут пройшов саміт G-20.

## Галерея

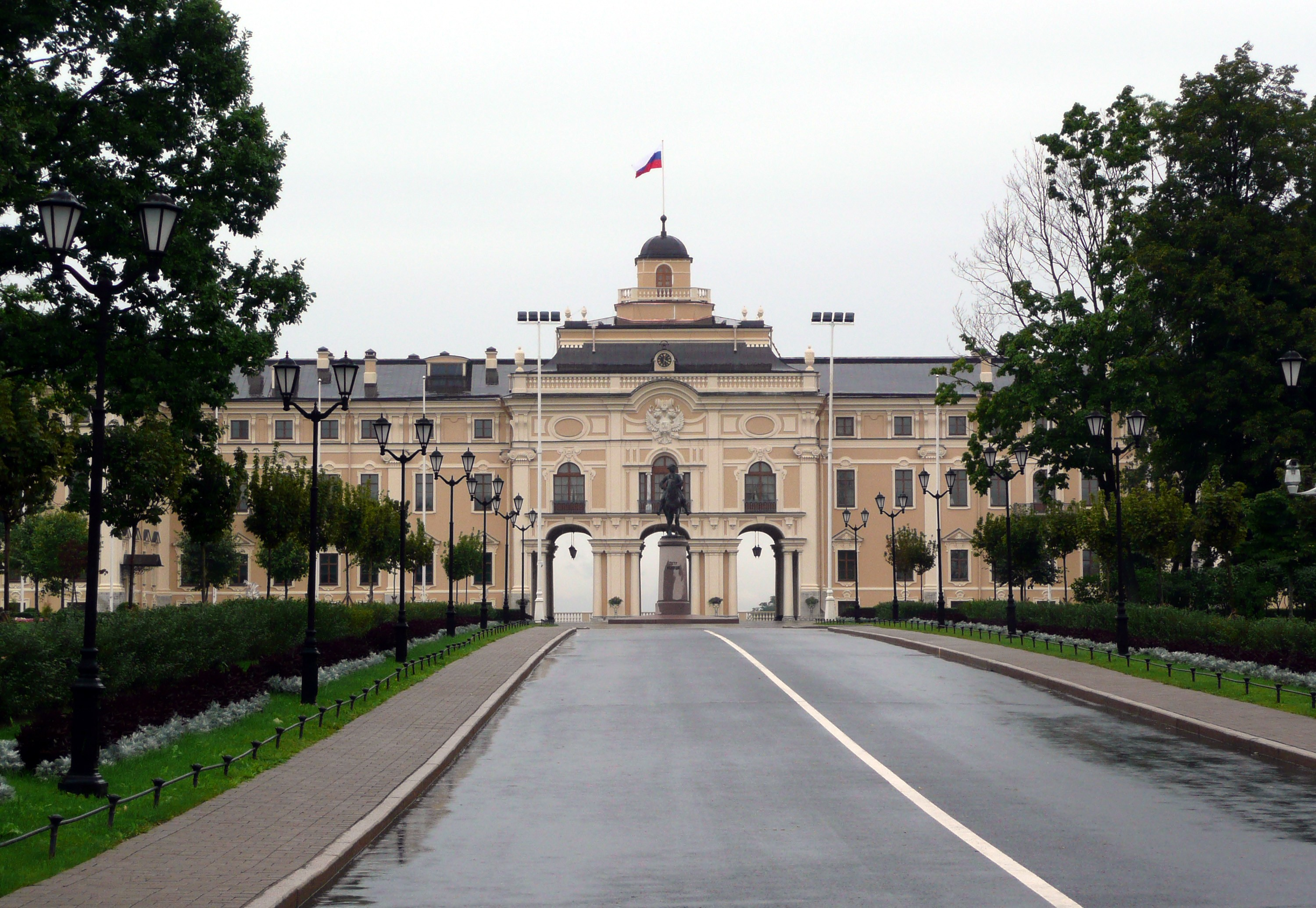
Вид з Петергофської дороги
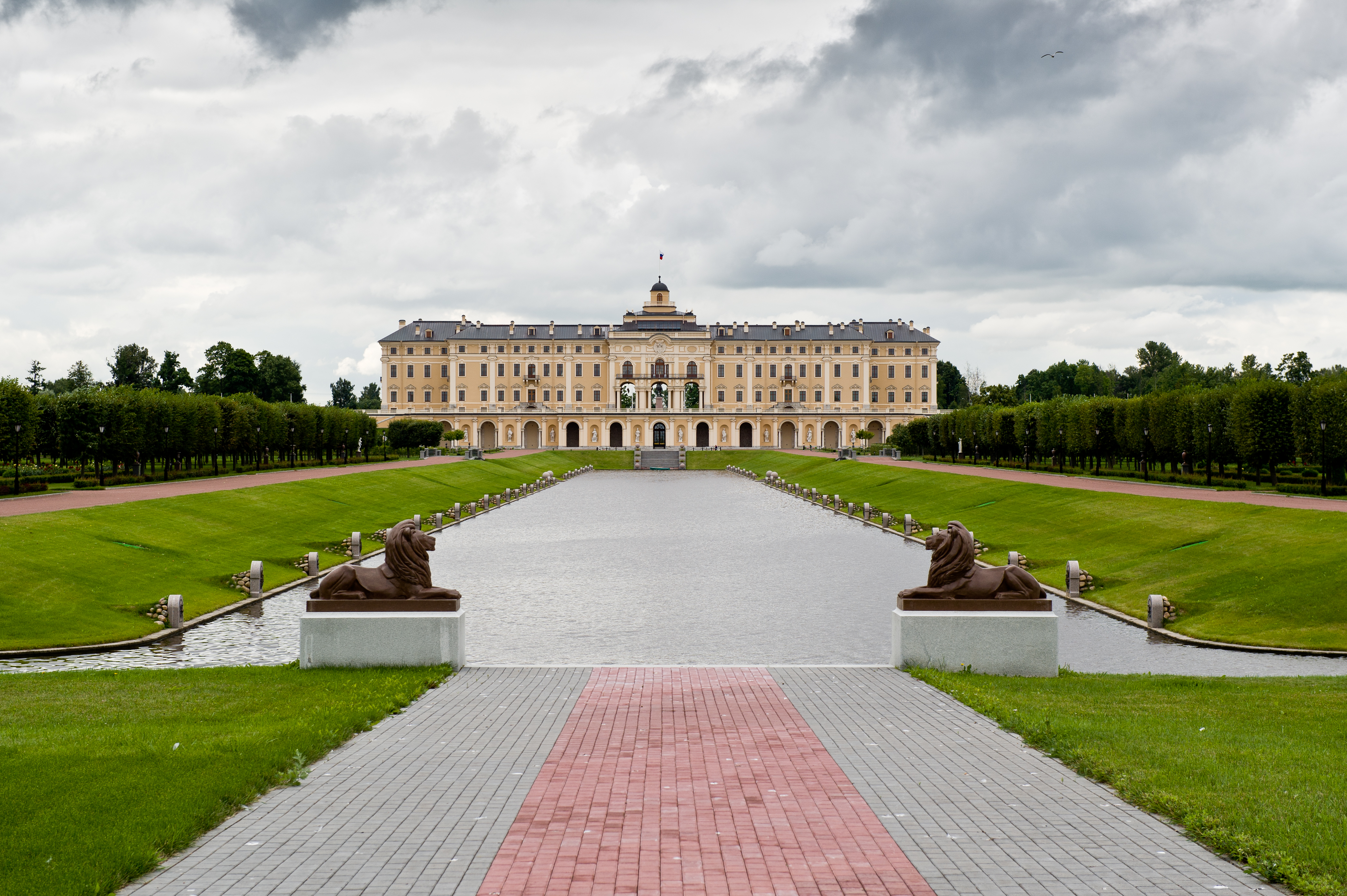
З боку Фінської затоки
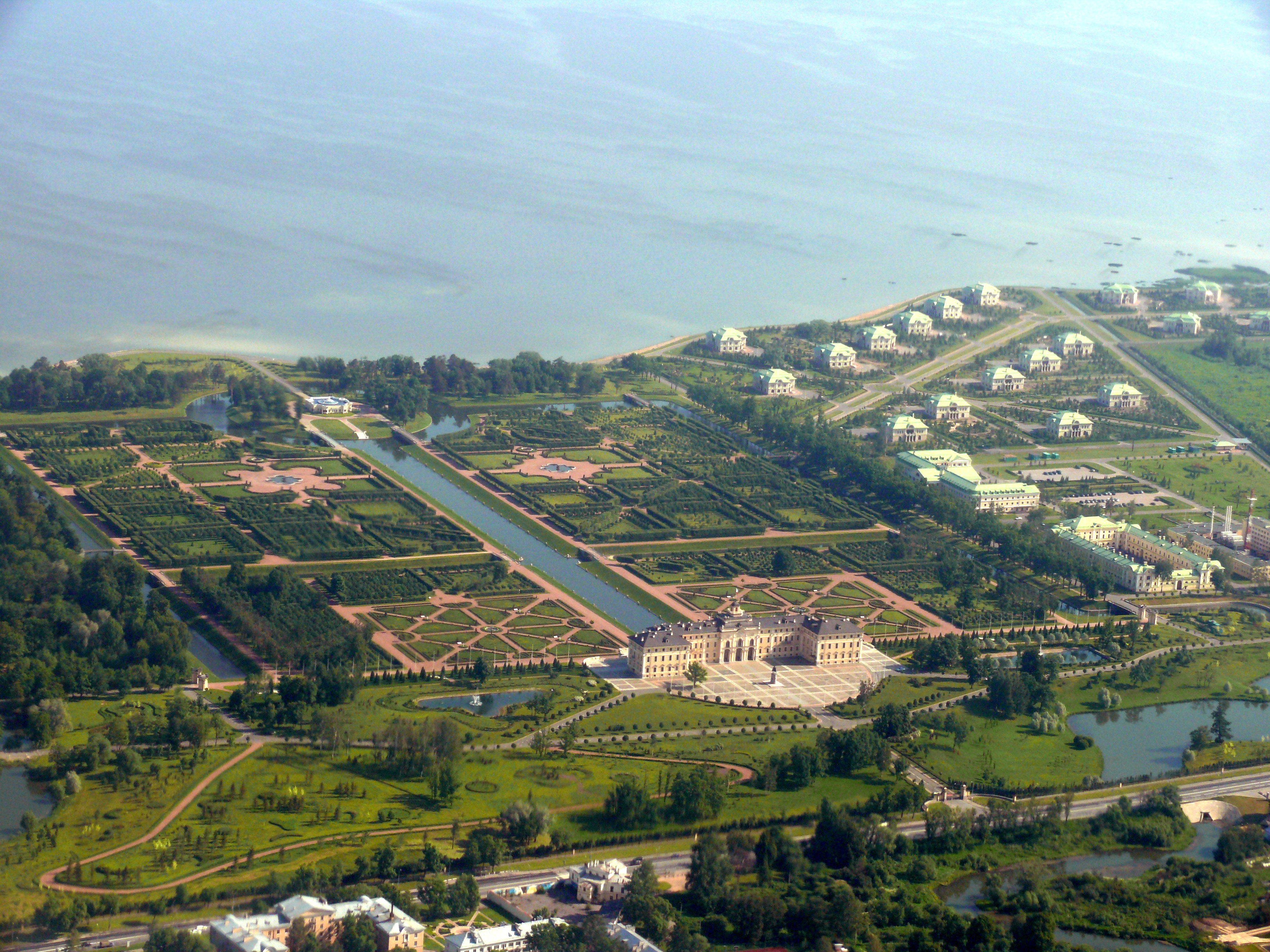
Вид з літака